# Karin Kneissl
Karin Kneissl (Viena, 18 de gener de 1965) és una diplomàtica, periodista i professora austríaca, que es va exercir com a ministra d'afers exteriors del seu país des de desembre de 2017 fins a juny de 2019.

## Trajectòria
Nascuda a Viena, va passar part de la seva infància a Amman (Jordània), on el seu pare va treballar com a pilot per al Rei Huséin I de Jordània. En la seva joventut i mentre estudiava, va participar activament en Amnistia Internacional i va fer costat a les organitzacions de drets humans i mediambientals.
En 1990 es va unir al Ministeri d'Afers exteriors d'Àustria. De 1990 a 1998 va treballar en el gabinet del ministre Alois Mock, en l'Oficina de Dret Internacional, i va treballar en les missions diplomàtiques austríaques a París i Madrid.
Va deixar el servei exterior en 1998 i des de llavors ha viscut en Seibersdorf, prop de Viena, on entre 2005 i 2010 va ser regidora local independent en la llista del Partit Popular Austríac (ÖVP). També va treballar com a periodista independent per a mitjans impresos en alemany i anglès. Va dur a terme anàlisis polítiques en ORF, i va escriure diversos llibres especialitzats.
Com a experta en dret internacional, història del Mig Orient i mercat energètic, ensenya en l'Acadèmia Diplomàtica de Viena, la European Business School en Rheingau i és conferenciant convidada en l'Acadèmia de Defensa Nacional, l'Acadèmia Militar en Wiener Neustadt i en universitats al Líban, entre elles la Universitat francòfona Saint-Joseph a Beirut. Durant deu anys, va treballar en el Departament de Ciències Polítiques de la Universitat de Viena. També escriu com a corresponsal independent per als diaris Die Presse i Neue Zürcher Zeitung.
Va ser nominada pel Partit de la Llibertat d'Àustria (FPÖ) com a membre extrapartidària per a ocupar el lloc de ministra d'afers exteriors en el govern de Sebastian Kurz. Kneissl va ser la tercera dona en el càrrec.
Després d'aquest període va treballar per a la televisió russa oficialista RT i va entrar en el consell d'administració de la petroliera russa Rosneft, mantenint el seu càrrec malgrat la invasió russa d'Ucraïna el març de 2022 i les sancions a l'empresa.
Addicional al seu alemany natiu, treballa en àrab, anglès, francès i espanyol; i parla hebreu, hongarès i italià.

## Publicacions
- Der Grenzbegriff der Konfliktparteien im Nahen Osten. Dissertation, Universität Wien, 1991.
- Hizbollah: Libanesische Widerstandsbewegung, islamische Terrorgruppe oder bloss eine politische Partei? Eine Untersuchung der schiitischen Massenbewegung Hizbollah im libanesischen und regionalen Kontext. Landesverteidigungsakademie, Wien 2002, ISBN 3-901328-69-63-901328-69-6.
- Der Energiepoker: Wie Erdöl und Erdgas die Weltwirtschaft beeinflussen. FinanzBuch, München 2006, ISBN 3-89879-187-43-89879-187-4; 2., überarbeitete Auflage 2008, ISBN 978-3-89879-448-0978-3-89879-448-0.
- Die Gewaltspirale: Warum Orient und Okzident nicht miteinander können. Ecowin, Salzburg 2007, ISBN 978-3-902404-39-8978-3-902404-39-8.
- Testosteron Macht Politik. Braumüller, Wien 2012, ISBN 978-3-99100-068-6978-3-99100-068-6.
- Die zersplitterte Welt: Was von der Globalisierung bleibt. Braumüller, Wien 2013, ISBN 978-3-99100-086-0978-3-99100-086-0.
- Mein Naher Osten. Braumüller, Wien 2014, ISBN 978-3-99100-112-6978-3-99100-112-6.
- Prinz Eugen: Vom Außenseiter zum Genie Europas. Belvedere, Wien 2014, ISBN 978-3-902805-58-4978-3-902805-58-4.
- Wachablöse: Auf dem Weg in eine chinesische Weltordnung. Frank & Frei, 1. September 2017, ISBN 978-3950434842978-3950434842